# Jamie Cullum
Jamie Cullum (Essex, 20 de agosto de 1979) es un cantante y pianista inglés de jazz y pop.

## Biografía
Jamie Cullum nació el 20 de agosto de 1979 en Romford, Essex (Inglaterra). Se crio en Hullavington, Whiltshire. Su madre, Yvonne, es una secretaria inglesa de origen indio paterno y birmano en materno; y su padre John Cullum, trabajaba en finanzas. Su abuelo paterno fue oficial de la armada inglesa, mientras que su abuela paterna fue una judía refugiada de Prusia que cantaba en discos en Berlín; Cullum la ve como su «icono cultural». Creció en Hullavington, Wiltshire pero actualmente reside en North West London.
Empezó su carrera musical a los dieciséis años, tocando en bares, clubes y hoteles de su pueblo natal. Años más tarde se trasladó a la Universidad de Reading, para estudiar cine y literatura inglesa. Fue durante esta etapa cuando comenzó a componer y a tocar su propia música para acompañar los cortometrajes que hacía como parte de su curso. Además, Cullum aprovechaba para dar algunos conciertos con su grupo Jamie Cullum Trio, de los cuales nació un primer disco titulado Heard It All Before, en 1999, del cual sólo se hicieron 500 copias; debido a su rareza, copias originales de este disco llegan a ser vendidas hasta por 1000£ en eBay. Gracias al éxito de su primer disco, Jamie Cullum fue invitado a participar en el disco de Geoff Gascoyne Songs of the Summer. Después logró sacar un segundo CD, Pointless Nostalgic, el cual llamó la atención de personalidades de la talla de Michael Jackson, entre otros.
A pesar de que Pointless Nostalgic lo editó un sello de jazz pequeño (Candid), la música de Cullum atrajo la atención de la discográfica Universal Records. Esta firma le ofreció un contrato por un millón de libras para promocionar y grabar sus discos durante los siguientes cinco años, ganándole así la batalla a Sony. Tras muchos años intentando abrirse un hueco en el mundo del jazz, Cullum se encontraba ahora a las puertas del éxito.
En octubre de 2003, pocos meses después de firmar el contrato, Cullum lanzó Twentysomething. De este álbum se vendieron 850.000 copias en sólo 4 meses, consiguiendo dos discos de platino y convirtiéndose en el disco de estudio número 1 editado por un artista de jazz en Inglaterra hasta entonces. Gracias a este trabajo, la nueva figura del jazz británico obtuvo el premio al «Mejor Artista Nuevo» en la BBC National Radio 3 Jazz Awards y fue nominado como "Artista Revelación" en los premios Brit Awards de ese año.
Tras el gran éxito mundial, se estaba preparando su cuarto disco que fue lanzado en septiembre de 2005 en Inglaterra y luego en el resto del mundo, bajo el nombre de Catching Tales. En este trabajo se pudo ver un cambio en el que se incorporan nuevos sonidos sin dejar su base de jazz. Su primer corte de difusión fue "Get Your Way", con la colaboración de Dan The Automator. Su segundo corte fue "Mind Trick", canción que fue escrita por el propio Jamie junto con su hermano mayor, Ben Cullum. El último corte de difusión de este disco fue "Photograph", también escrita por Cullum en la víspera de año nuevo de 2005, tras encontrar una caja con viejas fotos que le hicieron recordar lo especial que fue su juventud, a pesar de que en ese momento él no lo había visto así.
Jamie Cullum se ha convertido en uno de los principales referentes del jazz vocal actual, hasta el punto de ser considerado por el público americano como sucesor de Harry Connick Jr. Su gran habilidad para la música hizo que mediante el jazz, se adentrara en diversos estilos musicales, haciendo variaciones de canciones de artistas de la talla de White Stripes, Kanye West, Pussycat Dolls, Elton John, John Legend, Justin Timberlake, Coldplay y muchos más. De hecho, se hizo famoso copiando la canción "Don't Stop the Music", de Rihanna. Su prestigio le ha llevado incluso a adentrarse en el terreno del cine, donde ha sido intérprete del tema principal de la banda sonora de la película Bridget Jones: The Edge of Reason, versionando el clásico de la canción "Everlasting Love", que Buzz Cason y Mac Gayden compusieron en 1967; así como también la canción "Grace is Gone", que forma parte de la banda sonora de la película con el mismo título. El último tema para una película es "Gran Torino" por Kyle Eastwood y Jamie Cullum para la película del mismo nombre y dirigida por Clint Eastwood, fue nominada como mejor canción original en los Golden Globe Awards. Sacó su disco The Pursuit en noviembre de 2009.
Jamie Cullum, que ya visitó España en mayo de 2010 con actuaciones en Madrid y Barcelona, realizó tres nuevos conciertos en España dentro de la gira The Pursuit European Tour de su nuevo álbum The Pursuit. El 26 de noviembre actuó en el Festival de Jazz de Barcelona, el 27 de noviembre en el Pabellón Pisuerga de Valladolid y el 28 de noviembre en Kursaal en San Sebastián, también participó en Vitoria en 2011 en el festival de Jazz.
En 2012, presentó la canción «Standing Still» al proceso de selección de canción para representar a Alemania en el Festival de la Canción de Eurovisión. Finalmente el tema gana la final germana mediante el voto telefónico y fue interpretado en Bakú por Roman Lob. También ha participado en un spot de España, para la marca de cervezas 'San Miguel' cantando una canción con otros cantantes como Carlos Sadness y otros.
En agosto del 2014 regresó a España para dar un concierto en Vigo.

## Discografía

### Álbumes

#### De estudio
- Heard It All Before (como Jamie Cullum Trio) (1999)
- Pointless Nostalgic (2002)
- Twentysomething (2003)
- Catching Tales (2005)
- The Pursuit (2009)
- Momentum (2013)
- Interlude (2014)
- Taller (2019)
- The Pianoman at Christmas (2020)

#### En vivo
- Live at Ronnie Scott's (2006)

#### Recopilatorios
- In the Mind of Jamie Cullum (2007)
- Jamie Cullum: Influences (2007)
- Devil May Care! (2010)
- The Song Society Playlist (2018)

### Sencillos
| Año  | Título                            | Posiciones en listas | Posiciones en listas | Posiciones en listas | Posiciones en listas | Álbum               |
| Año  | Título                            | R.U                  | ALE                  | IRL                  | HOL                  | Álbum               |
| ---- | --------------------------------- | -------------------- | -------------------- | -------------------- | -------------------- | ------------------- |
| 2002 | "High and Dry"                    | —                    | —                    | —                    | —                    | Pointless Nostalgic |
| 2003 | "All At Sea"                      | —                    | —                    | —                    | 79                   | Twentysomething     |
| 2004 | "These Are the Days" / "Frontin'" | 12                   | —                    | 36                   | —                    | Twentysomething     |
| 2004 | "The Wind Cries Mary"             | —                    | —                    | —                    | —                    | Twentysomething     |
| 2004 | "Everlasting Love"                | 20                   | —                    | 43                   | 35                   | Twentysomething     |
| 2005 | "Get Your Way"                    | 44                   | —                    | —                    | 26                   | Catching Tales      |
| 2005 | "Mind Trick"                      | 32                   | —                    | —                    | 27                   | Catching Tales      |
| 2006 | "Photograph"                      | —                    | —                    | —                    | 88                   | Catching Tales      |
| 2009 | "I'm All Over It"                 | 55                   | 93                   | —                    | 63                   | The Pursuit         |
| 2010 | "Don't Stop the Music"            | —                    | 58                   | —                    | 24                   | The Pursuit         |
| 2010 | "Wheels"                          | —                    | —                    | —                    | —                    | The Pursuit         |
| 2010 | "Love Ain't Gonna Let You Down"   | —                    | —                    | —                    | —                    | The Pursuit         |
| 2013 | "Everything You Didn't Do"        | —                    | —                    | —                    | —                    | Momentum            |
| 2013 | "Edge of Something"               | 197                  | —                    | —                    | —                    | Momentum            |
| 2013 | "You're Not the Only One"         | —                    | —                    | —                    | —                    | Momentum            |
| 2014 | "Don't Let Me Be Misunderstood"   | —                    | —                    | —                    | —                    | Interlude           |
| 2014 | "Good Morning Heartache"          | —                    | —                    | —                    | —                    | Interlude           |
| 2014 | "Don't You Know"                  | —                    | —                    | —                    | —                    | Interlude           |

## Enlaces
- Ficha de artista en Acid Jazz Hispano
- Discografía completa
- Biografía
- Concierto de Jamie Cullum en Todomusicaymas Fotografías San Sebastián 2006
- Jamie Cullum en Discogs
- Wikimedia Commons alberga una categoría multimedia sobre Jamie Cullum.

- Datos: Q356305
- Multimedia: Jamie Cullum / Q356305